# Dorstenia astyanactis
Dorstenia astyanactis là một loài thực vật có hoa trong họ Moraceae. Loài này được Aké Assi mô tả khoa học đầu tiên năm 1967.